# Roger MacBride Allen

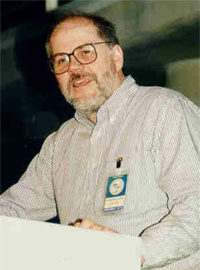
Roger MacBride Allen

Roger MacBride Allen (* 26. September 1957 in Bridgeport, Connecticut) ist ein US-amerikanischer Science-Fiction-Schriftsteller.

## Leben
Allen wurde 1957 als jüngstes von drei Kindern geboren. Im Alter von neun Jahren zog er mit seiner Familie nach Bethesda in Maryland. Er wuchs im Großraum Washington auf, wo er die Walt Whitman High School besuchte. Anschließend studierte er an der Universität von Boston, die er 1979 mit einem akademischen Titel in Fach Journalismus abschloss.
Nach seinem Universitätsabschluss kehrte Allen in den Raum Washington zurück, wo er verschiedene Jobs annahm um seinen Unterhalt zu finanzieren. In seiner Freizeit begann er, sich der Schriftstellerei zu widmen und arbeitete an seinem ersten Roman. Nach verschiedenen Jobs, unter anderem als Kellner, Buchladenangestellter und Schreibmaschinen-Vertreter, ergatterte er – mehr zufällig – eine Stelle in der Veröffentlichungsabteilung der Association of Governing Boards of Universities and Colleges (AGB).
Während er noch bei AGB arbeitete, konnte er seinen ersten Roman, The Torch of Honor, an den Verlag Baen Books verkaufen. Danach dauerte es nicht lange, bis er auch einen zweiten Roman namens Rogue Powers verkaufen konnte. Allen gab daraufhin seine Arbeitsstelle bei AGB auf, wo er viel über Layout, Design, Redakteursarbeit und Produktion gelernt hatte, und wurde zum Vollzeitautor. Seitdem veröffentlichte er etwa jedes Jahr ein Buch.
Unter anderem schrieb er Bücher in Isaac Asimovs Roboter-Universum. 1995 verfasste er für Bantam Books die dreiteilige Corellia-Trilogie, die in George Lucas’ Star-Wars-Universum spielt.
Im Jahr 1992 lernte er auf einer Science-Fiction-Convention in New York seine zukünftige Frau Eleanore Fox kennen, die er im Juli 1994 heiratete. Gemeinsam lebten sie über zwei Jahre in der brasilianischen Hauptstadt Brasília, bevor sie nach Washington zurückkehrten. Am 12. November 1998 wurde ihr Sohn Matthew Thomas Allen geboren, am 27. April 2004 folgte eine Tochter namens James Maury.

## Bibliografie
Die Serien und Zyklen sind nach dem Erscheinungsjahr des ersten Teils geordnet.
Hunted Earth (Romane)
- 1 The Ring of Charon (1990)
  - Deutsch: Der Ring von Charon. Übersetzt von Martin Gilbert. Heyne SF&F #5912, 1997, ISBN 978-3-453-13294-8.
- 2 The Shattered Sphere (1994)
  - Deutsch: Die zerschmetterte Sphäre. Übersetzt von Martin Gilbert. Heyne SF&F #5913, 1998, ISBN 978-3-453-13295-5.

Allies and Aliens (Romane)
- 1 The Torch of Honor (1985; überarbeitete Fassung 1995)
  - Deutsch: Die Allianz der Freiheit. Übersetzt von Thomas Schichtel. Bastei-Verlag Lübbe (Bastei-Lübbe-Taschenbuch #23146), Bergisch Gladbach 1993, ISBN 978-3-404-23146-1.
- 2 Rogue Powers (1986; überarbeitete Fassung 1995)
  - Deutsch: Die Fackel der Freiheit. Übersetzt von Thomas Schichtel. Bastei-Verlag Lübbe (Bastei-Lübbe-Taschenbuch #23143), Bergisch Gladbach 1993, ISBN 978-3-404-23143-0.
- Allies and Aliens (Sammelausgabe von 1 und 2; 1995)

Chronicles of Solace (Romantrilogie)
- 1 The Depths of Time (ISBN 0-553-57497-3, Bantam Spectra, 2000)
  - Deutsch: Die Tiefen der Zeit. Übersetzt von Walter Brumm. Heyne SF&F #6426, 2002, ISBN 978-3-453-21344-9.
- 2 The Ocean of Years (ISBN 0-553-58364-6, Bantam Spectra, 2002)
  - Deutsch: Der Ozean der Jahre. Übersetzt von Walter Brumm. Heyne SF&F #6427, München 2004, ISBN 978-3-453-87542-5.
- 3 The Shores of Tomorrow (ISBN 0-553-58365-4, Bantam Spectra, 2003)

Bureau of Special Investigations (Romantrilogie)
- 1 The Cause of Death (2006)
- 2 Death Sentence (2007)
- 3 Final Inquiries (2008)

Star Wars – The Corellian Trilogy (Romantrilogie aus dem Star-Wars-Universum)
- 1 Ambush at Corellia (1995)
  - Deutsch: Der Hinterhalt. Heyne Allgemeine Reihe #10201, 1996, ISBN 978-3-453-11619-1.
- 2 Assault at Selonia (1995)
  - Deutsch: Angriff auf Selonia. Übersetzt von Thomas Ziegler. Heyne Allgemeine Reihe #10202, 1997, ISBN 978-3-453-11685-6.
- 3 Showdown at Centerpoint (1995)
  - Deutsch: Showdown auf Centerpoint. Übersetzt von Thomas Ziegler. Heyne Allgemeine Reihe #10203, 1997, ISBN 978-3-453-12524-7.

Isaac Asimov’s Robot Mysteries (Romantrilogie aus Isaac Asimovs Roboter/Foundation-Universum)
- 1 Isaac Asimov’s Caliban (1993)
  - Deutsch: Isaac Asimovs Caliban : Der grosse neue Roboter-Roman. Übersetzt von Winfried Czech und Thomas Haufschild. Bastei Lübbe Paperback #28214, 1993, ISBN 978-3-404-28214-2.
- 2 Isaac Asimov’s Inferno (1994)
  - Deutsch: Isaac Asimovs Inferno. Übersetzt von Rainer Gladys. Bastei Lübbe Paperback #28222, 1994, ISBN 978-3-404-28222-7.
- 3 Isaac Asimov’s Utopia (1996)
  - Deutsch: Isaac Asimovs Utopia. Übersetzt von Winfried Czech. Bastei Lübbe Science Fiction #28302, 1997, ISBN 978-3-404-28302-6.

Einzelromane
- Orphan of Creation: Contact with the Human Past (1988)
  - Deutsch: Waisen der Schöpfung. Übersetzt von Walter Brumm. Heyne SF&F #5973, München 1998, ISBN 978-3-453-13998-5.
- Farside Cannon (1988)
  - Deutsch: Die Laserfaust. Übersetzt von Rosemarie Hundertmarck. Heyne SF&F #5083, München 1994, ISBN 978-3-453-07247-3.
- The War Machine (Crisis of Empire #3, 1989; mit David Drake)
- Supernova (1991; mit Yoji Kondo (als Eric Kotani))
- The Modular Man (in: Analog Science Fiction and Fact, 4 Folgen ab Februar 1992)
- The Game of Worlds (David Brin’s Out of Time #3, 1999)

Kurzgeschichten
- Phreak Encounter (in: Analog Science Fiction/Science Fact, May 1986)
- Young as You Feel (in: Jerry Pournelle und Jim Baen (Hrsg.): Far Frontiers, Volume VII / Winter 1986)
- A Hole in the Sun (in: Analog Science Fiction/Science Fact, April 1987)
- Thing’s Ransom (in: Analog Science Fiction/Science Fact, May 1988)
- Side Effect (in: Analog Science Fiction and Fact, March 1990)
- Monkey See (1992, in: Mike Resnick (Hrsg.): Whatdunits)
- A Touch of Diphtheria (in: Analog Science Fiction and Fact, February 1993)
- Evolving Conspiracy (1993, in: Mike Resnick und Martin H. Greenberg (Hrsg.): Dinosaur Fantastic)

Sachliteratur
- A Quick Guide to Book-On-Demand Printing : Learn How to Print and Bind Your Own Paperback Books (2000)